# Тогузовы
То́гузовы (осет. Тогызтæ, Тогъуызтæ) — осетинская фамилия.

## Антропонимика
Из тюркского tokuz — ‘густой, плотный’.

## Происхождение
В селении Верхний Мизур жили три родных брата: Саула, Тогуз и Хаси. Занимались скотоводством и земледелием. Впоследствии они поделили своё имущество и разошлись по разным ущельям, образовав три фамилии. Потомки Гуатдзау Хасиева — Баграевы — оказались в Дигорском ущелье, Тогузовы и Хасиевы — в Алагирском, Савлаевы частью остались в Верхнем Мизуре, а другие переселились в с. Ардон и Урсдон.

## Генеалогия
Родственными фамилиями (осет. æрвадæлтæ) являются Савлаевы и Хасиевы.

## Известные носители
- Газак Иласович Тогузов (1888–1938) — осетинский поэт, прозаик, переводчик. Известен под псевдонимом «Илас Арнигон».
- Каурбек Темболатович Тогузов (1919–2009) — участник Великой Отечественной войны, Герой Советского Союза.

Спорт
- Владимир Таймуразович Тогузов (1966) — советский и украинский борец, мастер спорта международного класса по вольной борьбе.
- Зелимхан Владимирович Тогузов (1996) — российский, а впоследствии украинский борец вольного стиля.
- Тогузов Эдуард Георгиевич (1982) — российский футболист.